# Jean Foray
Pour les articles homonymes, voir Foray.
Jean Foray est un pilote français né le 6 mai 1956 à Chatou. Il pilota en championnat du monde entre 1985 et 1993 en classe 250 et 1994 en classe 500. Ses deux fils Kenny et Freddy sont pilotes en championnat Superbike et en Endurance moto. Lui-même poursuit sa carrière en Championnat de France Superbike.

## Biographie
Grand copain de Bruno Bonhuil. Jean Foray débute très tardivement en moto à l'âge de 22 ans. Très rapidement, il devient un acteur majeur du championnat de France où il est toujours placé mais jamais vainqueur au classement général (5 fois vice champion de France). Mais ces places lui permettent d'accéder au championnat d’Europe où il manque le titre de peu en 1983 à la suite d'un très grave accident au Tourist Trophy dix ans plus tard, il sera tout proche de prendre sa revanche mais échouera de nouveau. Logiquement, il accède au championnat du monde en 1985 où il est engagé en tant que pilote privé. Dès sa première année, il semble promis à un bel avenir. Il réalise en effet la quatrième place aux essais du Grand Prix de France. Mais les années suivantes au guidon de l'antique Chevallier puis de 250 TZ YAMAHA, il ne réussit pas à confirmer malgré de nombreuses places dans les 15 si bien qu'en 1991, lassé de ne pas avoir percé, il retourne en Championnat d'Europe. Regonflé par son titre de vice-champion 1993, il trouve un guidon en 500 cm3 et effectue une dernière saison à l'âge vénérable de 38 ans où il termine entre autres 10 au GP de France. Depuis, il pilote toujours pour le plaisir tout en suivant la carrière de ses deux fils qui comptent parmi les meilleurs espoirs français.

## Palmarès
- Vice-Champion d'Europe : 1983 et 1993
- Mondial : 6e place au Grand Prix d'Allemagne 1988